# Henri Piispanen
Henri Piispanen (17 maggio 1994) è un cantante, doppiatore e conduttore televisivo finlandese.
Ha rappresentato la Finlandia all'Eurovision Song Contest 2024 con il brano No Rules!, insieme a Windows95man.

## Biografia
Nato nel 1994, Henri Piispanen è voce, nonché polistrumentista, della band finlandese Pasa, oltre ad essere il cantante dei Kontio Polaris. Parallelamente alla sua carriera come cantante, svolge anche l'attività di doppiatore: tra i personaggi più rilevanti cui ha dato voce ci sono Lewis in I Robinson - Una famiglia spaziale, Hiro Hamada in Big Hero 6, Adrien Agreste in Miraculous - Le storie di Ladybug e Chat Noir, Chase in PAW Patrol e Lloyd Garmadon in LEGO Ninjago.
Nel 2024 ha partecipato all'annuale Uuden Musiikin Kilpailu, programma di selezione del rappresentante finlandese all'Eurovision Song Contest, dove ha presentato l'inedito No Rules!, insieme al disc jockey e artista visuale Windows95man. Nella competizione, svoltasi il 10 febbraio 2024, i due hanno conquistato la vittoria grazie al voto del pubblico diventando di diritto i rappresentanti finlandesi all'Eurovision Song Contest 2024 a Malmö. Piispanen e Windows95man riescono a conquistare un posto per la finale, concludendo al 7º posto la prima semifinale. Nella serata finale i due finlandesi ottengono 38 punti, terminando al 19º posto.

## Discografia

### Da solista

#### Singoli
- 2024 – No Rules! (con Windows95man)
- 2025 – What's My Name (con Windows95man)

### Con i Pasa

#### Album in studio
- 2011 – Pasa
- 2019 – Meistä piti tulla
- 2021 – Huominen ei koskaan tiedä

#### Singoli
- 2011 – Metsä yöhön vaihtuu
- 2011 – Tunti täältä stadiin
- 2017 – Jää vielä Helsinkiin
- 2017 – Ei vaihdeta numeroita
- 2017 – Yoko & John
- 2018 – Elvis ei meitä vihikään
- 2018 – Kunhan oot siinä mun vieressä
- 2020 – GRETA4EVER
- 2021 – On niin helppoo olla onneton
- 2021 – Mustikkamaa
- 2021 – Solmu
- 2023 – Älä kato ylös

## Doppiaggio

### Film
- Freddie Highmore in 5 bambini & It, Arthur e il popolo dei Minimei, Arthur e la vendetta di Maltazard, Arthur e la guerra dei due mondi
- Taylor Lautner in Le avventure di Sharkboy e Lavagirl in 3-D
- Skyler Gisondo in Supercuccioli sulla neve

### Film d'animazione
- Jim Hawkins da bambino ne Il pianeta del tesoro

- Hero Boy in Polar Express

- Fiore in Bambi e Bambi 2 - Bambi e il Grande Principe della foresta
- Percy da bambino in The Reef - Amici per le pinne
- Lucas Nickle in Ant Bully - Una vita da formica
- Lewis in I Robinson - Una famiglia spaziale
- Gambedipesce Ingerman in Dragon Trainer, Dragon Trainer 2 e Dragon Trainer - Il mondo nascosto
- Fernando in Rio e Rio 2 - Missione Amazzonia
- Hiro Hamada in Big Hero 6
- Lloyd Garmadon in LEGO Ninjago - Il film
- Keldeo ne Il film Pokémon - Kyurem e il solenne spadaccino
- Chase in PAW Patrol - Il film e PAW Patrol - Il super film
- Telekinetix, Jeanpatrix e Magnetix in Asterix e il segreto della pozione magica

### Cartoni animati e anime
- Phineas (prima voce) in Phineas e Ferb
- Tashi in Tashi
- Ezra Bridger in Star Wars Rebels
- Cody Burns in Transformers: Rescue Bots
- Adrien Agreste in Miraculous - Le storie di Ladybug e Chat Noir
- Darel in Kulipari: L'esercito delle rane
- Shiro, Hunk e James Griffin in Voltron: Legendary Defender
- Lloyd Garmadon in LEGO Ninjago e LEGO Ninjago: La rivolta dei draghi
- Lem in Pokémon XY
- Spiral in Pac-Man e le avventure mostruose
- Raffaello in Teenage Mutant Ninja Turtles - Tartarughe Ninja
- Chase in PAW Patrol

### Videogiochi
- Food Fight in Skylanders: Trap Team
- Lloyd Garmadon in LEGO Ninjago - Il film: Videogame